# Делийский метрополитен
Дели́йский метрополите́н (хинди दिल्ली मेट्रो Dillī Meṭro) — скоростная транспортная система Дели, соединяющая его центральные районы и города-спутники в Национальном столичном округе: Фаридабад, Гургаон, Ноида, Газиабад и Бахадургарх. Вторая система метро, открытая в Индии после метрополитена Калькутты. Управляется и эксплуатируется государственной компанией Delhi Metro Rail Corporation Limited (DMRC) с равным долевым участием правительства Индии и правительства Дели.
Метрополитен Дели занимает четырнадцатое место по протяженности среди всех метрополитенов. Является членом международной ассоциации CoMET. Сеть состоит из восьми обычных линий и одной скоростной линии в аэропорт общей протяженностью 348 километров, на которых расположено 255 станции (в том числе 6 — на линии Аэропорт-экспресс). Поезда состоят из четырёх, шести и восьми вагонов. Поезда метро осуществляют более 2700 поездок ежедневно, метро работает с 05:00 до 23:30. За 2021 год метрополитеном было перевезено 919,8 млн человек, среднесуточный пассажиропоток составил 2,52 миллиона человек.
Первый участок Красной линии «Шахдара» — «Тис Хазари» длиной 8,3 км с шестью станциями был открыт 24 декабря 2002 года. Разработка сети была разделена на фазы; первая фаза, включающая 3 линии, была завершена к 2006 году, а вторая фаза — в 2011 году, третья — в 2022 году. Сейчас идёт планирование и строительство четвёртой фазы.
К Делийскому метрополитену не относится метрополитен Гургаона, который открылся в 2013 году. Он представляет собой отдельную систему метро с другим владельцем и оператором, хотя он связан пересадкой с Желтой линией и принимает жетоны и проездные Делийского метрополитена.
Открытый 25 января 2019 года Ноидский метрополитен, связанный пересадкой с Синей линией, также не стал частью Делийского метрополитена, но его эксплуатантом наравне с Noida Metro Rail Corporation временно является Delhi Metro Rail Corporation, поэтому на официальном сайте DMRC к протяжённости Делийского метрополитена добавляют Ноидский. На всех станциях линии Аэропорт-экспресс установлены платформенные раздвижные двери. На всех станциях розовой и пурпурной линий, а также на шести самых загруженных станциях жёлтой линии установлены автоматические платформенные ворота.

## История

### Предыстория
Первые концепты массового внеуличного скоростного транспорта для Нью-Дели появились в 1969 году на основе исследования городских транспортных потоков. В 1984 Комиссия городского искусства предложила построить мультимодальную транспортную систему, объединяющую три подземные линии метрополитена, расширенные улицы и пригородные железные дороги.
С 1981 по 1998, пока велось планирование метро, население города выросло в два раза, а количество личных автомобилей — в пять раз. Неудачная попытка приватизировать рынок автобусных перевозок ещё более усугубила ситуацию с пассажирским транспортом. Для решения накопившихся проблем 3 мая 1995 года правительство Дели совместно с правительством Индии создало компанию Delhi Metro Rail Corporation, первым директором которой стал Э. Сридхаран.

### Строительство
Строительство Делийского метрополитена началось 1 октября 1998 года. Базируясь на печальном опыте сооружения Калькуттского метрополитена, связанного с превышением стоимости строительства и постоянным переносом сроков из-за бюджетных проволочек, технических и бюрократических проблем, компания DMRC получила расширенные полномочия самостоятельно нанимать подрядчиков, объявлять тендеры и заключать контракты. DMRC консультировалась с MTRC Гонконга по вопросам организации перевозок и строительства метрополитена. В результате строительство велось без конфликтов с властями за исключением введения широкой индийской колеи по инициативе Министерства транспорта Индии вместо стандартной, которую предпочитала DMRC.
Первая Красная линия метрополитена Дели, полностью надземная, была открыта 24 декабря 2002 года при участии премьер-министра Индии Атала Бихари Ваджпаи. Делийский метрополитен стал вторым в Индии после Калькуттского. Первой подземной линией стала открытая 20 декабря 2004 года Жёлтая линия.
Проектирование и строительство Делийского метрополитена разделено на фазы, аналогично очередям в Московском метрополитене. Первая фаза продолжалась с 2002 по 2006 годы. За это время было построено 65 километров линий и 58 станций, в том числе 18 станций на Красной, 10 на Жёлтой и 30 на Синей линии. Вторая фаза началась в 2008 году и завершилась в 2011 году. В её составе было построено 124,63 км линий и 85 станций, в том числе последние 3 станции на Красной линии, 24 на Жёлтой, 20 на Синей и новые линии: Аэропорт-экспресс с 6 станциями, Зелёная и Фиолетовая линии с 16 станциями на каждой. Все линии первой фазы и их продолжения имеют широкую индийскую колею 1676 мм.
В данный момент завершена третья фаза строительства метрополитена. На март 2023 года открыты последние 3 станции на Жёлтой линии, 9 станций на Фиолетовой, 8 на Зелёной, 8 на Красной и 6 на Синей линии и три новые линии: Пурпурная с 25 станциями, Розовая с 38 станциями и Серая с 4 станциями.

## Линии
В настоящее время система метрополитена Дели состоит из 9 линий длиной 348,12 км с 255 станциями, большая часть которых построена на эстакадах.
| №     | Линия             | Участок                                       | Год открытия | Год открытия последней станции | Длина, км | Число станций | Ширина колеи, мм |
| ----- | ----------------- | --------------------------------------------- | ------------ | ------------------------------ | --------- | ------------- | ---------------- |
|       | Красная           | Шахид Сталь — Ритхала                         | 2002         | 2019                           | 34,55     | 29            | 1676             |
|       | Жёлтая            | Самаяпур Бадли — Худа Сити Сентр              | 2004         | 2015                           | 49,02     | 37            | 1676             |
|       | Синяя             | Ноида Электроник Сити — Дварка Сектор 21      | 2005         | 2019                           | 56,11     | 50            | 1676             |
|       | Синяя             | Ямуна Банк — Вэйшали                          | 2010         | 2011                           | 8,51      | 8             | 1676             |
|       | Зелёная           | Бригэдиэр Хошияр Сингх — Кирти Нагар/Индерлок | 2010         | 2022                           | 28,78     | 24            | 1435             |
|       | Фиолетовая        | Кашмири Гейт — Раджа Нахар Сингх              | 2010         | 2018                           | 46,34     | 34            | 1435             |
|       | Аэропорт-экспресс | Нью Дели — Дварка Сектор 21                   | 2011         | 2013                           | 22,91     | 6             | 1435             |
|       | Розовая           | Меджлис Парк — Шив Вихар                      | 2018         | 2021                           | 59,24     | 38            | 1435             |
|       | Пурпурная         | Ботаникал Гарден — Джанакпури Вест            | 2017         | 2018                           | 37,46     | 25            | 1435             |
|       | Серая             | Дварка — Дханза Бас Стэнд                     | 2019         | 2021                           | 5,19      | 4             | 1435             |
| Всего | Всего             | Всего                                         | Всего        | Всего                          | 348,12    | 255           |                  |

## Галерея
- Вход на станцию Сентрал Секретэриат
- Вход на станцию Кхан Маркет
- Станция Чатарпур
- Платформа станции Лакшми Нагар
- Платформа станции Чандни Чоук
- Станция Нангли